# Joseph F. Enright
Pour les articles homonymes, voir Enright.
Joseph Francis Enright est un commandant de sous-marin américain né le 18 septembre 1910 à Minot et mort le 20 juillet 2000 à Fairfax.
Durant la Seconde Guerre mondiale, commandant l'USS Archerfish, il parvient à couler le porte-avions Shinano.